# Laurent Robert
Laurent Robert (ur. 21 maja 1975 roku w Saint-Benoît) – francuski piłkarz występujący na pozycji lewego pomocnika. Obecnie nie gra w żadnym klubie.

## Kariera klubowa
Pierwszym klubem w profesjonalnej karierze Laurent Roberta był francuski Montpellier HSC, w którym grał od 14 roku życia. Następnie przeniósł się do Paris Saint–Germain. W 2000 roku podczas meczu Champions League przeciwko Rosenborgowi Trondheim Robert strzelił jedną z bramek dla swojego zespołu, a pojedynek zakończył się rekordowym wynikiem 7:2.
W 2001 roku, za niemal 10 milionów funtów, skrzydłowy trafił do Newcastle United. Wywalczył sobie miejsce w podstawowej jedenastce, a jego styl gry bardzo podobał się kibicom "Srok". Robert był w ekipie Newcastle specjalistą od wykonywania stałych fragmentów gry, zwłaszcza rzutów wolnych. Wykorzystywał tę umiejętność często uderzając na bramkę rywali z dystansu. Następnie zawodnik Newcastle popadł w konflikt z trenerami Bobbym Robsonem i Graemem Sounessem, w efekcie czego został na rok wypożyczony do Portsmouth.
W barwach ekipy "Pompey" Laurent rozegrał jedenaście meczów i zdobył jednego gola (w przegranym 1:2 meczu z West Bromwich Albion). W pamięci kibiców Portsmouth Robert zapisał się przede wszystkim tym, że odmówił siedzenia na ławce rezerwowych w wygranym 4:1 meczu z Sunderlandem. Wydarzenie to popsuło atmosferę w drużynie, następnie trener Alain Perrin został zwolniony, a na stanowisku tym zastąpił go Harry Redknapp. Robert zagrał swój ostatni meczu dla Portsmouth, po czym powrócił do Newcastle. Włodarze "Srok" zdecydowali jednak, że sprzedadzą Francuza do innego zespołu.
Laurent ostatecznie trafił do SL Benfiki, z którą podpisał kontrakt na 3,5 roku. Po transferze powiedział, że jest to świetny zespół będący w stanie grać w Lidze Mistrzów i cieszy się, że będzie mógł reprezentować barwy ekipy z Estádio da Luz. Swoje pierwsze trafienie w lidze portugalskiej wychowanek Montpellier zanotował w meczu z FC Porto, kiedy to pokonał Vítora Baíę strzałem z 40 jardów z rzutu wolnego. Mimo wszystko działacze Benfiki zdecydowali się na sprzedaż swojego nowego nabytku.
11 lipca 2006 roku Robert został zawodnikiem występującego w Primera División Levante UD. Tam jednak nie spełnił oczekiwań zarządu – rozegrał 13 spotkań, ani razu nie zdołał strzelić bramki i był daleki od swojej najwyższej formy. Działacze tego hiszpańskiego klubu zdecydowały się pozbyć Francuza, który dopiero 8 stycznia 2008 roku znalazł nowego pracodawcę, a okazało się nim Derby County. Razem z Robertem na Pride Park Stadium trafili także Danny Mills, Robbie Savage, Hossam Ghaly oraz Emanuel Villa. Zespół ten potrzebował wzmocnień, ponieważ bronił się przed spadkiem do The Championship. W kwietniu 2008 Laurent przeniósł się do grającego w Major League Soccer Toronto FC, dla którego zaliczył 17 występów.
28 sierpnia 2008 roku francuski zawodnik na dwa lata przeszedł do greckiego AE Larisa i grał tam przez 1 rok.

## Kariera reprezentacyjna
W reprezentacji Francji Robert zadebiutował jako zawodnik PSG, 18 sierpnia 1999 roku, kiedy to Francuzi podejmowali zespół Irlandii Północnej. 15 listopada 2000 roku w meczu z Turcją zdobył swojego jedynego gola dla drużyny narodowej. Rok później razem ze swoim zespołem zwyciężył w Pucharze Konfederacji. W reprezentacji Robert rozegrał łącznie 9 spotkań.